# Якубово (Мазовецьке воєводство)
Якубово (пол. Jakubowo) — село в Польщі, у гміні Лютоцин Журомінського повіту Мазовецького воєводства.